# جاك رووي
جاك رووي (بالإنجليزية: Jack Rowe)‏ هو لاعب كرة قاعدة أمريكي، ولد في 8 ديسمبر 1856 في هامبورغ في الولايات المتحدة، وتوفي في 25 أبريل 1911 في سانت لويس في الولايات المتحدة.

## روابط خارجية
- جاك رووي على موقعبيزبول رفرنس.كوم (الدوري الرئيسي) (الإنجليزية)